# Wojciech Francki
Wojciech Roman Francki (ur. 17 kwietnia 1903 w Warszawie, zm. 6 lipca 1996 w Lane Cove) – komandor Marynarki Wojennej, uczestnik wojny polsko-bolszewickiej i II wojny światowej, w okresie międzywojennym dowódca kanonierek „Generał Haller” i „Komendant Piłsudski” oraz torpedowca „Mazur”, od 1939 roku na Zachodzie. Podczas II wojny światowej m.in. dowodził niszczycielem „Błyskawica”, po jej zakończeniu pozostał na emigracji.

## Życiorys
Urodził się 17 kwietnia 1903 roku w Warszawie, w rodzinie Klemensa (1874–1944) i Elżbiety Franckich (1883–1945). Miał dwóch braci: Ryszarda (1905–1997) i Józefa (1906–1944). Wiosną 1919 roku Roman Francki brał udział w walkach o Wilno jako ochotnik w 5. Pułku Piechoty Legionów. Uczestniczył w Bitwie Warszawskiej oraz buncie Żeligowskiego. Zdemobilizowany w grudniu 1920 roku, powrócił do Warszawy i w trybie eksternistycznym ukończył szkołę średnią. W 1923 roku wstąpił do Szkoły Podchorążych Piechoty, rok później przeniósł się do Oficerskiej Szkoły Marynarki Wojennej w Toruniu, którą ukończył w 1927 roku z siódmą lokatą na 17 słuchaczy, 10 października uzyskując promocję oficerską. Po okresie służby na „Wilii” i w Flotylli Pińskiej, w 1929 roku odbył kurs dla oficerów artyleryjskich we Francji. Na początku lat 30. dowodził kanonierką „Generał Haller”, w latach 1932–1934 był oficerem artyleryjskim na niszczycielu „Wicher” i w takiej roli uczestniczył w kryzysie gdańskim. W 1934 roku, w stopniu kapitana marynarki, dowodził kanonierką „Komendant Piłsudski”, w roku następnym okrętem szkolnym (byłym torpedowcem) „Mazur”. W 1936 roku został oficerem artyleryjskim w Dowództwie Floty. 19 marca 1938 roku awansował do stopnia komandora podporucznika.
Od marca 1939 roku był oficerem na „Wilii”, w lipcu wypłynął na jej pokładzie w rejs szkolny. Wybuch wojny zastał go w Casablance. Po dotarciu do Francji uczestniczył w budowie struktur Marynarki Wojennej, na przełomie listopada i grudnia 1939 roku odpłynął z grupą marynarzy do Wielkiej Brytanii. W 1940 roku był zastępcą dowódcy niszczyciela „Burza” podczas kampanii norweskiej i działań u wybrzeży francuskich. W czerwcu tymczasowo objął dowodzenie „Błyskawicą”, na stałe został jej dowódcą 7 października 1940 roku i pozostawał nim do 4 kwietnia 1942 roku. Podczas pobytu okrętu w stoczni w Cowes jego załoga wyróżniła się podczas odpierania niemieckiego nalotu i likwidacji jego skutków, a wdzięczni mieszkańcy miasta uhonorowali po latach Franckiego, nadając jednemu z placów jego imię. 5 czerwca 1942 roku został awansowany na komandora porucznika ze starszeństwem z 3 maja 1942 roku i 2. lokatą w korpusie oficerów Marynarki Wojennej, korpus oficerów morskich.
Po okresie służby sztabowej został oddelegowany do Coastal Command, od 12 kwietnia do 15 maja 1943 roku tymczasowo dowodził niszczycielem „Orkan”. Następnie pełnił obowiązki komendanta Komendy Morskiej „Północ” i dowódcy I Dywizjonu Kontrtorpedowców. Do zakończenia wojny pracował na lądzie, we wrześniu 1945 roku ponownie został dowódcą „Błyskawicy” i wziął udział w operacji Deadlight. Na komandora został awansowany ze starszeństwem z 1 września 1946 roku i 3. lokatą w korpusie oficerów Marynarki Wojennej, korpus oficerów morskich.
Po zdemobilizowaniu w 1948 roku wyemigrował do Nowej Zelandii, a następnie do Australii. Pracował między innymi w kamieniołomach, jako ogrodnik i oficer żeglugi. Działał w środowisku polonijnym, był członkiem Stowarzyszenia Marynarki Wojennej, publikował w czasopiśmie „Nasze Sygnały”.
Zmarł 6 lipca 1996 w Lane Cove w Australii. Jego prochy zostały sprowadzone do Polski i pochowane w grobowcu rodzinnym na cmentarzu Powązkowskim w Warszawie (kwatera 246-2-12,13).
Był mężem Jadwigi Elżbiety z Grzymała-Siedleckich (1906–1999), z którą miał dwóch synów Ryszarda Ignacego Bartłomieja (1930–1990) i Macieja (1932–2008) oraz córkę Janinę (1935–2020).

## Ordery i odznaczenia
- Krzyż Oficerski Orderu Odrodzenia Polski (1989)[7]
- Krzyż Walecznych (czterokrotnie)
- Medal Morski (dwukrotnie)
- Złoty Krzyż Zasługi (25 maja 1939)[8]
- Krzyż Wybitnej Służby (Wielka Brytania)